# 李華遠
李華遠，清朝官員，本籍直隸順天大興。

## 生平
1813年，李華遠前往台灣兩度擔任台灣府淡水廳竹塹巡檢，統轄今台北至彰化一帶之北中台灣軍政。1815年，他因「勒索滋擾」遭福建巡撫王紹蘭稟訴革職。